# Lucas Robertone
Lucas Gastón Robertone (* 18. März 1997 in Concordia) ist ein argentinischer Fußballspieler, der aktuell bei UD Almería spielt.

## Karriere

### Verein
Der in Concordia geborene Lucas Robertone entstammt der Nachwuchsarbeit des CA Vélez Sarsfield, wo er zur Saison 2016/17 erstmals in die erste Mannschaft befördert wurde. Am 27. August 2016 (1. Spieltag) debütierte er bei der 0:2-Auswärtsniederlage gegen Gimnasia y Esgrima La Plata in der höchsten argentinischen Spielklasse, als er in der 83. Spielminute für Gonzalo Díaz eingewechselt wurde. Nachdem er auch im nächsten Ligaspiel eingesetzt worden war, erhielt er die gesamte weitere Spielzeit keine weitere Einsatzzeit. Im Verlauf der nächsten Saison 2017/18 gelang dem Mittelfeldspieler der Sprung in die Startformation vom neuen Cheftrainer Gabriel Heinze. Am 24. Februar 2018 (17. Spieltag) schoss er mit seinem ersten Ligator seine Mannschaft zum 1:0-Heimsieg gegen River Plate. Am 21. April (24. Spieltag) gelangen ihm im Auswärtsspiel gegen den CA Temperley in der Schlussphase zwei Treffer, welche den Fortín einen 4:2-Sieg einbrachten. In dieser Spielzeit bestritt er 16 Ligaspiele, in denen er fünf Tore erzielen konnte.
Seinen Status als wichtige Stammkraft behielt er in der folgenden Saison 2018/19 bei und Mitte November 2018 verlängerte er seinen Vertrag bis zum Ende der Spielzeit 2020/21. In dieser Saison kam er in 23 Ligaspielen zum Einsatz, in denen er erneut fünf Mal traf. In der aufgrund der COVID-19-Pandemie verkürzten Spielzeit 2019/20 absolvierte er 22 Ligaspiele, in denen er zwei Tore machte. 2020 wechselte er zu UD Almería.

### Nationalmannschaft
Lucas Robertone ist seit September 2019 für die argentinische U23-Nationalmannschaft im Einsatz. Für das im Januar 2020 abgehaltene Qualifikationsturnier für die Olympischen Sommerspiele 2020 in Tokio stand er nicht im Kader.

## Erfolge
UD Almería
- Spanischer Zweitligameister: 2022